# Olios bicolor
Olios bicolor är en spindelart som beskrevs av Banks 1914. Olios bicolor ingår i släktet Olios och familjen jättekrabbspindlar.
Artens utbredningsområde är Puerto Rico. Inga underarter finns listade i Catalogue of Life.